# Bulbophyllum calyptratum
Bulbophyllum calyptratum é uma espécie de orquídea (família Orchidaceae) pertencente ao gênero Bulbophyllum. Foi descrita por Friedrich Wilhelm Ludwig Kraenzlin em 1895.